# Teoria Götaland

Västergötland

Teoria Götaland (suedeză: Västgötaskolan) este o opinie locală patriotică care contrazice istoria și arheologia standard și care susține că Suedia nu a apărut în estul Suediei, ci în Västergötland. Adepții acestei idei, pentru a-și demonstra teoria, utilizează metode foarte controversate, cum ar fi cele oculte (contactarea morților prin medium-uri) și alte metode mai puțin controversate, cum ar fi etimologia. De asemenea, aceștia susțin că teoriile academice standard sunt formate din minciuni și falsuri. Deși teoria este bine-cunoscută în Suedia și predicată cu ardoare de către adepții săi, nu a fost niciodată acceptată de către cercetători.